# Кадук блідий
Кадук блідий (Epinecrophylla gutturalis) — вид горобцеподібних птахів родини сорокушових (Thamnophilidae). Мешкає в Південній Америці.

## Опис
Довжина птаха становить 9-11 см, вага 7,5-9,5 г. У самців верхня частина тіла оливково-коричнева, нижня частина тіла сіра, горло чорне, на крилах білі плямки. У самиць нижня частина тіла охриста, боки більш темні, плямки на крилах охристі.

## Поширення і екологія
Бліді кадуки мешкають на сході Венесуели (Болівар, на схід від річки Кароні), в Гаяні, Суринамі, Французькій Гвіані і на північному сході Бразильської Амазонії (на схід від Ріу-Бранку і нижньої течії Ріу-Негру, на північ від Амазонки). Вони живуть в підліску вологих рівнинних тропічних лісів. Зустрічаються парами або невеликими зграйками, на висоті до 1000 м над рівнем моря, переважно на висоті до 600 м над рівнем моря. Часто приєднуються до змішаних зграй птахів. Живляться комахами і павуками.

## Збереження
МСОП класифікує стан збереження цього виду як близький до загрозливого. Блідим кадукам загрожує знищення природного середовища.